# Brunneriana signatipes
Brunneriana signatipes is een rechtvleugelig insect uit de familie sabelsprinkhanen (Tettigoniidae). De wetenschappelijke naam van deze soort is voor het eerst geldig gepubliceerd in 1923 door Uvarov.